# Доска для рисования маркерами

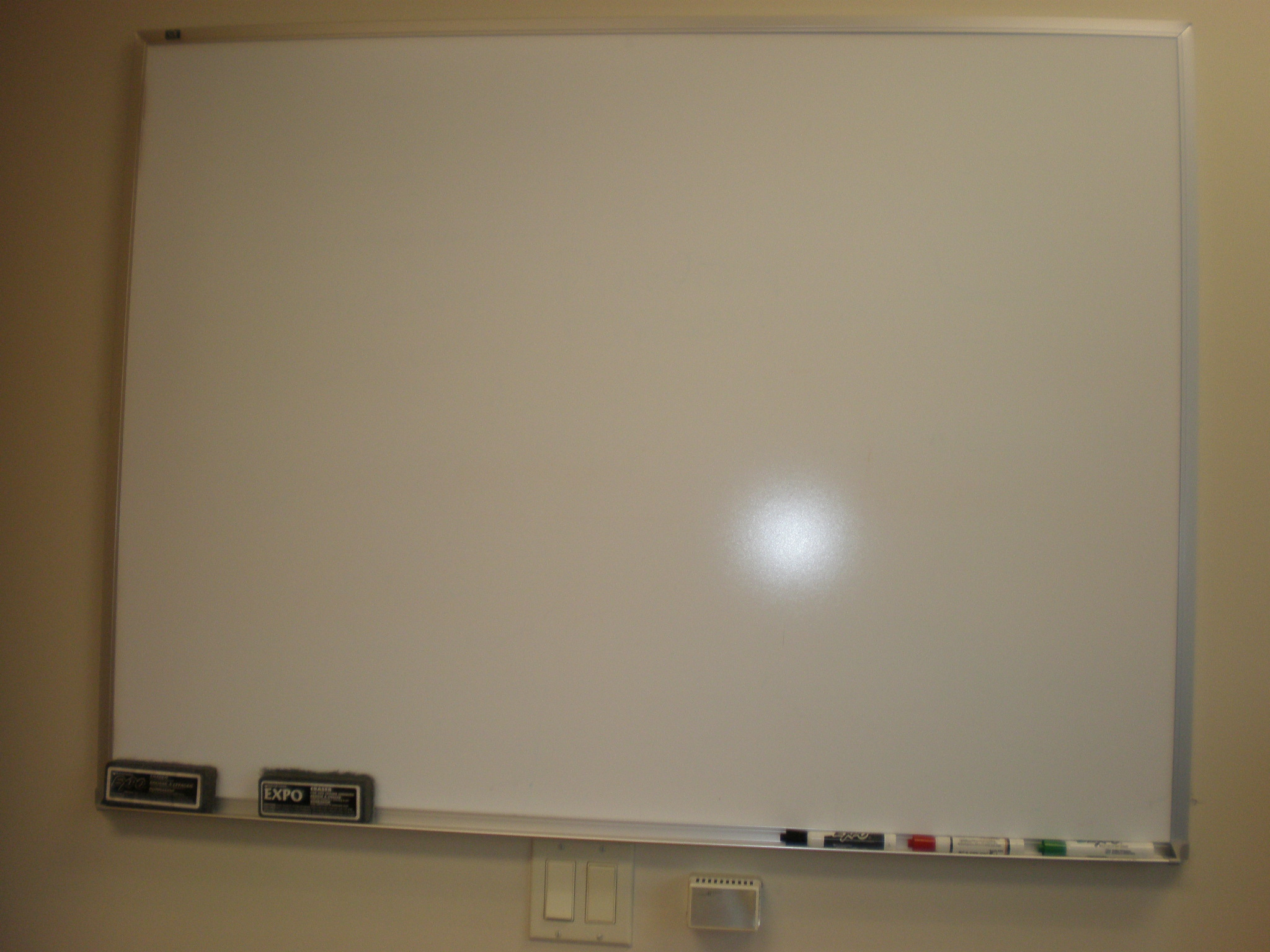
Маркерная доска

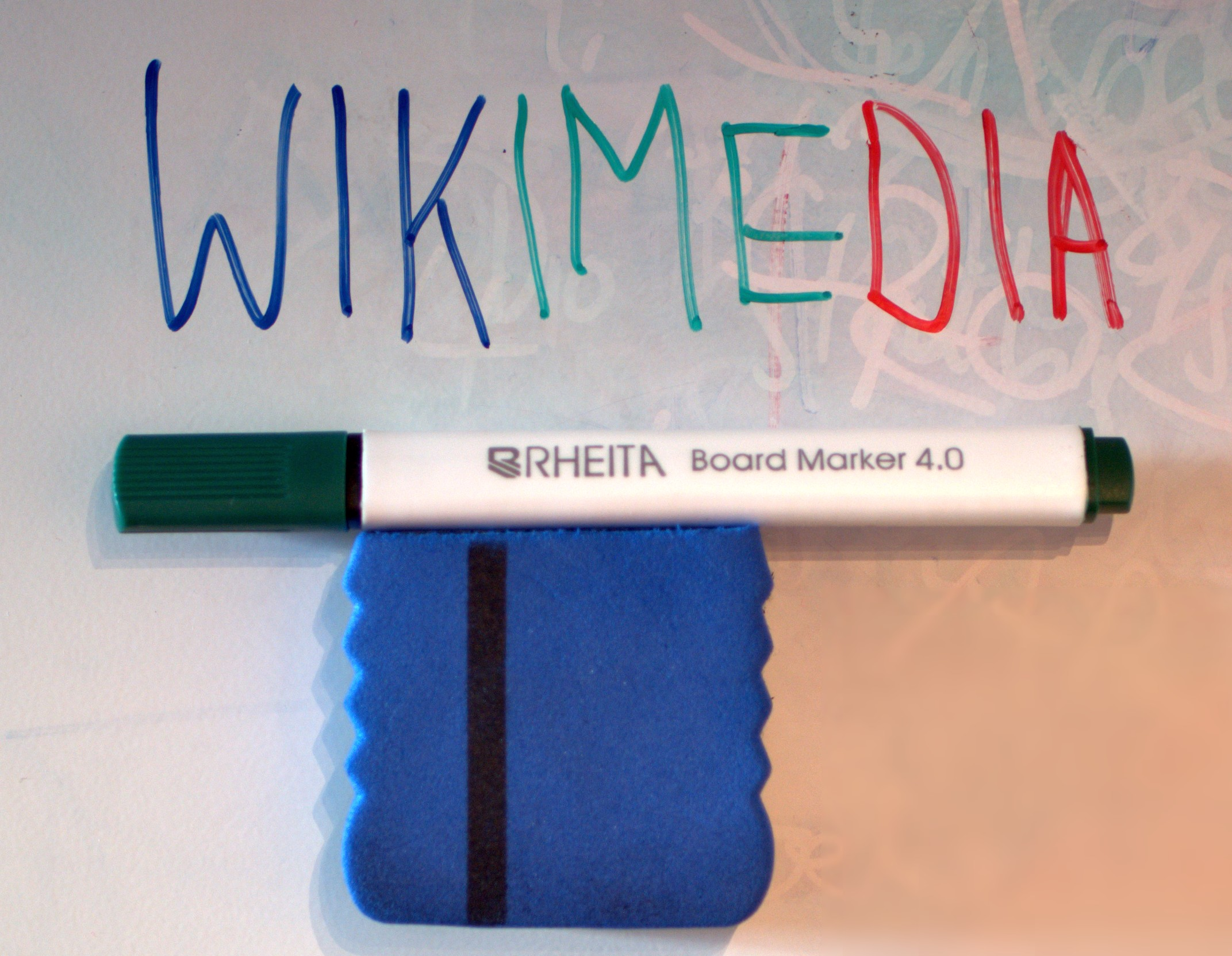
Доска с маркером и ластиком

Доска для рисования маркерами (маркерная доска, белая доска, whiteboard) — вид классной доски, как правило белого цвета с глянцевым покрытием, предназначенная для черчения на ней особыми маркерами. Обычно имеют металлическую основу, покрытую эмалью, стеклом или пластиковым покрытием.
Впервые создана в 1960-х годах. В 1971 году усовершенствованная классная доска белого цвета была предложена для использования в школах в качестве экрана при работе с фильмоскопом (для демонстрации диафильмов) и кинопроектором. В дальнейшем, белая доска была предложена в качестве дополнительного оборудования в художественных школах. Приобрела широкую популярность с середины 1990-х, став одним из непременных атрибутов в офисах, конференц-залах, школах и т. д.